# Messor marocanus
Messor marocanus es una especie de hormiga del género Messor, subfamilia Myrmicinae. 

## Distribución
Esta especie se encuentra en Marruecos, Portugal y España.